# محوطه مرکز پرورش کرم ابریشم
محوطه مرکز پرورش کرم ابریشم مربوط به هزاره ۵ قبل از میلاد - دوره هخامنشی است و در شهرستان پاسارگاد، بخش مرکزی، دهستان کمین، روستای علی‌آباد، شمال غربی ایستگاه پرورش کرم ابریشم واقع شده و این اثر در تاریخ ۲۶ اسفند ۱۳۸۶ با شمارهٔ ثبت ۲۱۸۵۸ به‌عنوان یکی از آثار ملی ایران به ثبت رسیده است.